# Hoplichthys citrinus
Hoplichthys citrinus är en fiskart som beskrevs av Gilbert, 1905. Hoplichthys citrinus ingår i släktet Hoplichthys och familjen Hoplichthyidae. Inga underarter finns listade i Catalogue of Life.